# 横浜市立飯島小学校
横浜市立飯島小学校（よこはましりつ いいじましょうがっこう）は、神奈川県横浜市栄区飯島町にある公立小学校。

## 沿革
特記以外出典
- 1968年（昭和43年）7月 - 横浜市立豊田小学校飯島分校として創立。
- 1969年（昭和44年）4月 - 横浜市立飯島小学校として、現在地に分離開校。
- 1971年（昭和46年）8月 - プール新設工事。
- 1973年（昭和48年）4月 - 体育館新設工事。
- 1976年（昭和51年）4月 - 児童727名（19学級）が横浜市立小菅ヶ谷小学校として分離独立[2]。
- 1978年（昭和53年）10月 - 創立10周年式典挙行、祝賀会開催。
- 1983年（昭和58年）7月 - 創立15周年式典挙行。
- 1984年（昭和59年）
  - 1月 - 給食棟増改築。
  - 3月 - プール循環器、受水槽、機械室新築。
- 1988年（昭和63年）11月 - 創立20周年式典挙行、祝賀会開催。
- 1992年（平成4年）1月 - 職員室空調機取付工事。
- 1995年（平成7年）12月 - 体育館耐震補強工事。
- 1996年（平成8年）8月 - ガラス飛散防止工事。
- 1998年（平成10年）11月 - 創立30周年式典挙行、祝賀会開催。記念事業として、朝礼台背面にレリーフ制作、のぞみの像移設、葡萄玉棚設置。「飯島の歴史」作成、くろがねもちの木植樹。
- 1999年（平成11年） - 校庭整備。
- 2000年（平成12年）
  - 6月 - プール塗装塗り替え工事。
  - 10月 - 図工室新設（西棟）工事。
- 2001年（平成13年）9月 - 音楽室改修（東棟）工事。
- 2002年（平成14年）8月 - 北門と非常階段の改修工事。
- 2003年（平成15年）
  - 8月 - 給食室床改修工事、視聴覚室パソコン設置。
  - 11月 - 西棟3階トイレ改修工事。
- 2004年（平成16年）
  - 4月 - 学校2学期制施行。
  - 10月 - 体育館床と壁の改修工事。
- 2005年（平成17年）
  - 9月 - 西棟4階図工室を普通教室にする改修工事と音楽室冷房化工事実施。
  - 12月 - プレハブ校舎完成（1階図工室・2階普通教室）。
- 2006年（平成18年）
  - 2月 - 給食室の改修工事。
  - 12月 - 校内LAN配線工事。
- 2007年（平成19年）7月 - 4学年から6学年教室に扇風機設置工事。

## 通学区域と進学先中学校
出典

### 通学区域
- 飯島町（1番地～265番地、267番地～275番地、276番地5号～1338番地、1340番地～1370番地、1453番地1号、1454番地1号、1458番地1号、1503番地～1874番地、1879番地19号、1879番地79号、1880番地～1882番地、1884番地1号～1922番地2号、1922番地30号～2027番地2号、2027番地4号～2062番地、2065番地～2151番地）
- 長沼町（262番地1号～262番地3号、262番地8号～263番地、284番地2号、288番地5号～298番地）

### 進学先中学校
- 横浜市立飯島中学校

## 学校周辺
- 横浜市飯島保育園 - 進級前保育園のひとつで、敷地が隣接。
- 横浜飯島郵便局
- 光長寺
- 飯島団地
- 横浜市立飯島中学校 - 主な進学先中学校

## アクセス
- 江ノ電バス「T1」・「H2」の各系統で、「学校下」バス停下車。
- JR東日本・横浜市営地下鉄戸塚駅から、上述の江ノ電バス「T1」系統に乗車し、「学校下」バス停下車。
- JR東日本根岸線本郷台駅から、上述の江ノ電バス「H2」系統に乗車し、「学校下」バス停下車。